# Corte Suprema de Justicia de la Nación
La Corte Suprema de Justicia de la Nación (CSJN) es el máximo tribunal judicial de la República Argentina y cabeza del Poder Judicial de la Nación que integra con los tribunales nacionales inferiores que dependen de ella. Su regulación se encuentra en la sección tercera de la segunda parte de la Constitución de la Nación Argentina. 
La Corte Suprema es el último tribunal interno habilitado para impartir justicia en Argentina, es decir que sus fallos solo pueden ser cuestionados ante instancias internacionales habilitadas, como la Corte Interamericana de Derechos Humanos, aunque desde 2017, la mayoría del tribunal sostiene que ningún tribunal internacional puede revocar sus sentencias. También ha sido aceptado que le corresponde ejercer en última instancia el control de constitucionalidad de las normas, en los que se ponga en duda la constitucionalidad de alguna norma o algún fallo de tribunales inferiores. Puede, por ejemplo, declarar inconstitucional (pero no nula, pues su sentencia solo es obligatoria para las partes en juicio) cualquier norma, o parte de ella, si juzga que es incompatible con la Constitución. También es última instancia decisoria por vía de apelación (a través de un recurso extraordinario federal), si el caso suscitare una cuestión federal, que traiga aparejada la necesidad de decidir en un conflicto suscitado entre dos leyes de igual o diferente rango o respecto de tratados internacionales. 
Está compuesta por cinco miembros nombrados por el Presidente de la Nación, con acuerdo del Senado de la Nación con mayoría especial de dos tercios, luego de un procedimiento público para garantizar la participación y control ciudadano, así como el equilibrio de género y regional. La Corte Suprema tiene un presidente y un vicepresidente elegidos por sus integrantes, recibiendo los demás miembros el título de ministros. 
La Corte tiene competencia originaria sobre determinadas materias que se encuentran reguladas en el artículo 117 de la Constitución, entre ellas las referentes a embajadores, ministros y cónsules extranjeros y también los juicios entre provincias argentinas. Con competencia originaria se alude a que cualquier caso judicial que contenga esos elementos deberá ocurrir directamente a la Corte Suprema como órgano judicial decisor.

## Atribuciones
Su existencia y atribuciones fueron establecidas por la Constitución argentina de 1853. A fines de 1854, Justo José de Urquiza designó a una Corte que nunca llegó a reunirse. La reforma constitucional de 1860 dispuso que una ley nacional debía determinar el número de miembros, el que fue fijado en 5 por la Ley N.º 27. El 18 de octubre de 1862, el Senado dio acuerdo para los cinco primeros integrantes y el Tribunal comenzó a funcionar a partir del 15 de enero de 1863, fecha en que juraron los nuevos jueces.
La Corte Suprema es el último tribunal habilitado para impartir Justicia, es decir que sus fallos no pueden ser recurridos, si bien pueden eventualmente ser revisados por la misma Corte mediante el recurso de reconsideración. También decide en casos en los que se ponga en duda la constitucionalidad de alguna ley, norma administrativa o algún fallo de tribunales inferiores. Puede, por ejemplo, declarar inconstitucional (pero no nula, pues su sentencia solo es estrictamente obligatoria entre las partes en juicio) una ley aprobada por el Congreso Nacional si juzga que es incompatible con la Constitución Argentina. Este control, en realidad, es una atribución de todos los jueces argentinos según la Constitución Nacional, pero la Corte Suprema es quien lo ejerce en la última instancia (sistema difuso de control de la constitucionalidad).

### Competencia
- Por Apelación según lo establezca el Congreso (en casos de Competencia Federal - Artículo 116); y Originaria y exclusivamente en los casos del artículo 117 de la Constitución Argentina
- Por recurso extraordinario en los casos de los artículos 14, de la ley 48, interpretación de cláusula constitucional, o conflicto con normas de mayor jerarquía.
- Por recurso de apelación artículo 6 de la ley 4055 (de reforma de la Justicia Federal).
- Por recurso de revisión de los artículos 2 y 4 de la ley 4055.
- En los recursos de apelación ordinarios Decreto-ley 1285/58 artículo 24 inciso 6, causas en que la Nación sea parte, concernientes a extradición o en tiempos de guerra.

### Administración de los fondos del Poder Judicial
A pesar de que, desde su reforma de 1994, la Constitución de la Nación Argentina establece en su artículo 114 que es atribución del Consejo de la Magistratura administrar los recursos y ejecutar el presupuesto asignado por ley a la administración de justicia, esta tarea es realizada de facto por la Corte Suprema.

## Integración

### Requisitos
Para ser miembro de la Corte Suprema se requiere: 
- Ser abogado de la Nación con un mínimo de ocho (8) años de ejercicio de la profesión de abogado (artículo 111 de la Constitución Nacional —CN—)
- Cumplir los requisitos para ser senador nacional (artículo 55): tener la edad de treinta (30) años y haber sido seis años ciudadano de la Nación. (artículo 55 CN).
- Cumplir con el requisito del Decreto N.º 222 del 19 de junio de 2003.[4]

### Nombramiento
El nombramiento de los jueces de la Corte Suprema es una facultad compartida entre el Poder Ejecutivo y el Congreso Nacional. El proceso para hacerlo está establecido expresamente en la Constitución Nacional, en el inciso 4 del artículo 99, referido a las atribuciones del Poder Ejecutivo. Allí se establece que el presidente designa al candidato, y el Senado, con una mayoría especial de dos tercios de los miembros presentes, debe convalidarlo en una sesión pública. Cumplido los dos requisitos y antes de asumir sus cargos, deben jurar cumplir con la Constitución, ante el presidente de la Corte (art. 112).

Nombre del juez, ¿juráis por la patria administrar justicia bien y legalmente, y en conformidad a lo que prescribe la Constitución Nacional?
Juramento tomado en manos del presidente de la Corte Suprema

Adicionalmente en 2003 el presidente Néstor Kirchner dictó el Decreto N.º 222/03, reglamentando el inciso 4 del artículo 99, que asigna al presidente la facultad para nombrar a los jueces de la Corte. El decreto establece un procedimiento público con participación y control ciudadano, para preseleccionar a los candidatos, que debe realizarse antes que el presidente elija al candidato de su preferencia. 
Las principales disposiciones del Decreto 222/03 son las siguientes:
- el procedimiento de preselección debe comenzar dentro de los treinta días de producida una vacante en la Corte Suprema (art. 4);
- dentro de ese plazo, el Poder Ejecutivo debe hacer público el nombre y los antecedentes de los candidatos (art. 4), mediante su publicación en el Boletín Oficial, la página web del Ministerio de Justicia de la Nación y en al menos dos diarios de circulación nacional;[7]
- los candidatos deben ser seleccionados teniendo en cuenta su compromiso con los derechos humanos y valores democráticos (art. 2), y de modo tal que la Corte Suprema refleje las diversidades de género, las especialidades jurídicas y las diferentes provincias y regiones del país (art. 3);
- los candidatos deben presentar una declaración jurada de sus bienes y familiares inmediatos, y otra declaración sobre las asociaciones, estudios jurídicos y empresas a las que haya pertenecido en los ocho años anteriores, sus clientes y todo otro dato que sirva para evaluar su imparcialidad (art. 5), bajo los términos establecidos en la ley de Ética Pública (ley 25.188);[8]
- durante un plazo de quince días los ciudadanos, organizaciones no gubernamentales, asociaciones profesionales, entidades académicas y de derechos humanos, pueden presentar sus observaciones sobre los preseleccionados (art. 6);
- el Poder Ejecutivo puede pedir opinión sobre los candidatos a organizaciones de relevancia (art. 7);
- la agencia tributaria debe informar sobre la situación del candidato (art. 8);
- quince días después del vencimiento del plazo para presentar observaciones, el presidente debe tomar una decisión sobre el candidato o los candidatos, explicando las razones. En caso de que resultara elegido alguno el nombramiento se debe elevar de inmediato al Senado para que acuerde o rechace al candidato (art. 9).

Dentro del Senado, el pliego pasa a la Comisión de Acuerdos, que debe hacer el mismo procedimiento (conocimiento público del candidato y de sus antecedentes, y un plazo de quince días para recibir observaciones). Ante un dictamen favorable de sus miembros, pasa al recinto, donde es votado por la Cámara Alta.
El 15 de diciembre de 2015 el presidente Mauricio Macri designó por decreto, sin cumplir con el Decreto N.º 222/03 y sin acuerdo del Senado, a dos jueces supremos en comisión y por un período limitado (Carlos Fernando Rosenkrantz y Horacio Daniel Rosatti). El presidente argumentó que estaba haciendo uso de la facultad que le confería el inciso 19 del art. 99, de la Constitución, que le permite "llenar las vacantes de los empleos, que requieran el acuerdo del Senado, y que ocurran durante su receso, por medio de nombramientos en comisión que expirarán al fin de la próxima Legislatura". La decisión fue criticada severamente por personalidades y asociaciones de los más diferentes ámbitos. Inicialmente Macri insistió en designar a los jueces sin intervención del Senado, pero debido a las quejas generalizadas y al hecho de que la Corte postergó el juramento y se mostró reacia a hacerlo sin el acuerdo del Senado, el presidente Macri envió en febrero los expedientes de ambos jueces a la cámara alta, donde se realizaron los pasos legales que faltaban (observaciones e impugnaciones de la ciudadanía, análisis en comisión y aprobación del plenario).

### Cese
La Constitución establece que los jueces, incluidos los de la Corte Suprema, duran en su cargo hasta los 75 años (art. 99, inc. 4, párrafo tercero), mientras tengan buena conducta. Llegados a esa edad, el presidente y el Senado, pueden mantener a los jueces por un plazo adicional de cinco años, siguiendo el mismo proceso establecido para el nombramiento. La extensión quinquenal puede repetirse indefinidamente (art. 110 C.N.).
Los magistrados pueden ser removidos de sus cargos por juicio político, por mal desempeño, delito en el ejercicio de sus funciones, crímenes comunes (art. 53 C.N.), o mala conducta (art. 110). Para ello la Cámara de Diputados debe aprobar el inicio del juicio y acusarlos ante el Senado que es el cuerpo que finalmente toma la decisión de declararlo culpable y removerlo, o considerarlo inocente y mantenerlo en el cargo.

#### Límite de 75 años
El límite de edad de 75 años para ejercer la función judicial que establece la Constitución (art. 99, inc. 4, párrafo tercero) ha sido objeto de discusiones y fallos contradictorios. En 1999 el ministro Carlos Fayt logró que la Corte Suprema a la que él pertenecía, declarara la nulidad de la reforma constitucional de 1994 en su art. 99, inc. 4, párrafo tercero, que estableció el límite de 75 años, considerando que la ley 24.309 de Necesidad de Reforma de la Constitución no permitía modificar ese artículo y que por ende, la convención constituyente excedió sus facultades al intentar reformarlo.
El fallo Fayt fue avalado por los votos de los jueces Julio Nazareno, Eduardo Moliné O'Connor, Augusto César Belluscio, Antonio Boggiano, Guillermo López, Gustavo Bossert y Adolfo Vázquez. Con ese fallo, Fayt pudo mantenerse como miembro de la Corte hasta los 98 años, a la vez que todos los cargos judiciales se volvieron vitalicios. 
La cuestión del límite de edad volvió a presentarse en 2014, cuando el ministro Eugenio Raúl Zaffaroni cumplió 75 años y decidió acatar la norma constitucional que la Corte Suprema había anulado. En esa oportunidad Zaffaroni renunció haciendo explícito que el motivo de la renuncia era el "acatamiento de lo dispuesto en el 3er. párrafo del inciso 4° del artículo 99 de la Constitución Nacional".
En 2017, cuando la vicepresidenta de la Corte, Elena Highton de Nolasco, cumplió 75 años, presentó un amparo judicial para hacer valer el fallo de la Corte en el caso «Fayt» y que no se le aplicara el límite constitucional. En esa ocasión el juez de primera instancia Enrique Lavié Pico volvió a declarar la inconstitucionalidad de la Constitución, aceptando la doctrina del caso «Fayt» y el carácter vitalicio de los jueces. Inicialmente el Poder Ejecutivo, a cargo del presidente Mauricio Macri, pidió al juez rechazar el amparo de Highton de Nolasco, pero luego convalidó la decisión del juez al decidir no apelar la sentencia que, de ese modo, quedó firme.
Poco después de caso «Highton de Nolasco», también en 2017, la Corte Suprema consideró que el límite de edad establecido por la Constitución debía ser acatado en un caso de un juez federal, aplicando un criterio diferente al que se utilizó en los casos de Fayt y Highton de Nolasco. En esta oportunidad votaron a favor de la validez de la Constitución los jueces Ricardo Lorenzetti, Juan Carlos Maqueda y Horacio Rosatti, mientras que Carlos Rosenkrantz votó en contra de la validez de la Constitución.

### Cantidad de miembros y decisiones
La Constitución no establece la cantidad de integrantes de la Corte Suprema y dispone que su número debe ser establecido por ley del Congreso. La Ley 26.183 de 2006, dispone que la Corte debe estar integrada por cinco jueces y sus decisiones deben tomarse por la mayoría absoluta de sus miembros (tres o más votos coincidentes).
El texto original de la Constitución -que no se aplicaba a la Provincia de Buenos Aires- había establecido que la Corte Suprema debía estar integrada por nueve jueces y dos fiscales. El presidente Justo José de Urquiza (1854-1860) designó a la primera Corte, pero el tribunal nunca llegó a conformarse. Con el ingreso de Buenos Aires a la federación, la reforma constitucional de 1860 cambió la norma sobre la cantidad de miembros y dispuso que el número debía ser establecido por ley del Congreso. Una de las primeras leyes sancionadas después de la Constitución, la Ley N.º 27 de 1863, estableció que los miembros de la Corte serían cinco. 
Ese número se mantendría casi un siglo, hasta que en 1960, durante la presidencia de Arturo Frondizi, la Ley N.º 15.271 aumentó el número a siete. Seis años después, el dictador Juan Carlos Onganía volvió a los cinco jueces.
En 1990, bajo la presidencia de Carlos Menem, el Congreso Nacional aumentó los miembros a nueve, mediante la Ley N.º 23.774. En 2006 la Ley N.º 26.183 dispuso la reducción en forma progresiva del número de jueces de la Corte Suprema a cinco.

## Autoridades
La Corte Suprema es presidida por uno de los ministros del tribunal con el título de “Presidente de la Corte Suprema de Justicia de la Nación” el cual es secundado por un Vicepresidente. Según lo establecido por el artículo 79 del Reglamento para la Justicia Nacional, el presidente y el vicepresidente son electos por la mayoría absoluta de los ministros y duran en sus funciones tres años.

Artículo 79. El Presidente de la Corte Suprema será elegido por mayoría absoluta de votos de los ministros del Tribunal. Durará tres años en el ejercicio de sus funciones y será reemplazado sucesivamente por los demás ministros por orden de antigüedad. Si el Presidente de la Corte Suprema se hiciere cargo del Poder Ejecutivo de la Nación con arreglo a la ley de acefalía, el plazo fijado en el párrafo precedente se prolongará hasta su cesación en el desempeño de la Presidencia de la Nación.
Reglamento para la Justicia Nacional

Las atribuciones del presidente no están indicadas en la Constitución Nacional, sin embargo es mencionado en el artículo 59, donde, ante el inicio de un juicio político al presidente de la Nación, el presidente de la Corte presidirá el Senado, quienes serán los encargados de juzgar al acusado. Adicionalmente, la ley de Acefalia presidencial 25 716, establece la línea de sucesión en caso de falta de presidente y vicepresidente de la Nación, colocando a la figura del presidente de la Corte en cuarto lugar de sucesión, teniendo como tarea la de convocar a la Asamblea Legislativa para que elijan entre los senadores, diputados y gobernadores al próximo presidente.
Sus tareas están establecidas en el Reglamento para la Justicia Nacional, dictado en 1952. Allí, el presidente: 
- representa protocolarmente a la Corte Suprema ante los otros poderes,
- tiene el rol de juez, que le permite intervenir en los fallos,
- preside las audiencias públicas y dirige los acuerdos, estableciendo la distribución de las causas entre los ministros y su consideración
- lleva el temario del acuerdo, es decir, establece los temas a tratar en las reuniones semanales. Adicionalmente los ministros pueden proponer la inclusión de otros expedientes
- hasta 2018, decidía por sí solo las decisiones de la superintendencia, la designación de funcionarios y la renovación de los contratos del personal. Actualmente se necesita la mayoría de tres miembros para tomar decisiones administrativas.

## Sedes
Al momento de su creación en 1862, la Corte Suprema de Justicia ocupó un antiguo caserón en la calle Bolívar, mientras la Cámara Civil se instaló en el reformado edificio del Cabildo de Buenos Aires.
Durante las presidencias de la Generación del 80, liderada por Julio Argentino Roca comenzó a plantearse la organización de los poderes de gobierno en la nueva Capital Federal, para los cuales deberían construirse edificios monumentales e imponentes, ya que los utilizados hasta ese momento eran precarios y de superficie insuficiente. Así, durante la década de 1880 se planificaron la nueva Casa de Gobierno y el Palacio de Justicia, encargado en 1889 al arquitecto francés Norbert Maillart.
Al año siguiente, la Revolución de 1890 aceleraba la caída del Presidente Miguel Juárez Celman, impulsada por una grave crisis económica que llevó al Estado a declararse en bancarrota, luego de una década de fuertes especulaciones financieras y corrupción. Así, el proyecto para el Palacio de Justicia quedó completamente suspendido durante la siguiente década y no fue hasta el 24 de julio de 1902 que mediante la Ley 4087 el Poder Legislativo permitió adoptar los planos que Maillart había diseñado más de diez años antes. Luego de modificaciones realizadas por la Inspección General de Arquitectura del Ministerio de Obras Públicas, cuyo arquitecto oficial era Francesco Tamburini, ese 25 de noviembre un decreto presidencial corroboró el inicio de las obras.
El 30 de diciembre de 1903, se cedió una manzana completa que ocupaba el Parque de Artillería, entre las calles Talcahuano, Uruguay, Lavalle y Tucumán y frente a la actual Plaza Lavalle. Al año siguiente, el presidente Julio A. Roca colocaba la piedra fundamental el día 24 de mayo. A pesar del acto, la construcción comenzó en realidad en 1905 y si bien el presidente José Figueroa Alcorta inauguró parcialmente el Palacio de Justicia en 1910, la Corte Suprema recién se instaló en 1912 y las obras se fueron extendiendo más allá de los plazos originales.
El contrato de Maillart fue rescindido ese mismo año, y en 1914 la construcción fue suspendida por cuestiones administrativas. En 1915, la Dirección General de Arquitectura se hizo cargo de las obras y en 1922 modificó notablemente el proyecto original, cambiando la mansarda de pizarra por un piso extra con fachadas revestidas de tejas esmaltadas rojizas. Las trabas burocráticas fueron tales que el edificio se pudo dar por concluido recién en 1942, cuando fue terminada la Sala de Audiencias de la Suprema Corte, inaugurada por el presidente Ramón Castillo.

## Historia

### De 1853 a 1930: Primera etapa republicana
Con la Constitución de 1853, trece provincias constituyeron la Confederación Argentina, con sus autoridades instaladas en la ciudad entrerriana de Paraná. Buenos Aires se mantuvo al margen de la misma. En 1854 fueron elegidos el primer Congreso Nacional y el primer presidente, que resultó ser Justo José de Urquiza. 
La Constitución vigente en ese momento establecía que la Corte Suprema debía tener nueve miembros y dos fiscales. El 26 de agosto el presidente dictó un decreto designando como jueces de la primera Corte a Gabriel Ocampo, José Roque Funes, Francisco Delgado, Martín Zapata, Facundo Zuviría, Bernabé López, José Benito Graña, Nicanor Molinas y Baldomero García. Como fiscales fueron designados Ramón Ferreira y Pío Tedín. Esta Corte no logró constituirse y en su lugar Urquiza estableció por decreto del 27 de octubre de 1854, una Cámara de Justicia provisoria que actuara como tribunal supremo. La misma estuvo integrada por los tres ministros que habían aceptado su designación (Funes, Graña y Molinas), pero cómo no reunían la mayoría, Urquiza designó a dos abogados más, Baltazar Sánchez y Mariano Lucero, para que se desempeñaran mientras no asumieran los jueces designados. Como fiscal interino fue nombrado Pedro Lucas Funes.
En 1859 Buenos Aires pactó con las demás provincias unirse a la federación y al año siguiente se reformó la Constitución. Entre la reformas se eliminó la cantidad fija de nueve miembros de la Corte Suprema, dando al Congreso la facultad de fijar el número. Pese a ello continuó la guerra entre Buenos Aires liderada por Bartolomé Mitre y las provincias confederadas lideradas por Urquiza, venciendo los porteños en la batalla de Pavón (17 de septiembre de 1861). Una vez elegido presidente, Mitre desconoció las instituciones nacionales establecidas por la Constitución de 1853, entre ellas los períodos legislativos anteriores, mientras que los nombramientos para la Corte Suprema ya habían sido dejados sin efecto por un decreto del presidente Derqui.
El 13 de octubre de 1862 el Congreso sancionó la Ley N.º 27, organizando el Poder Judicial, estableciendo que la Corte Suprema debía estar integrada por cinco jueces. Cinco días después el Senado prestó acuerdo a los cinco jueces supremos nominados por el presidente: Francisco de las Carreras, Salvador María del Carril, Francisco Delgado, José Barros Pazos y Valentín Alsina. Cuatro jueces juraron el 15 de enero de 1863, pero Alsina no aceptó la designación, razón por la cual la Corte empezó a funcionar con cuatro miembros. Como procurador General de la Nación fue designado Francisco Pico, quien se desempeñaría hasta 1875.
El 25 de agosto de 1863 el Congreso sancionó la Ley N.º 48 de jurisdicción de los tribunales nacionales, creando la figura del recurso extraordinario federal (una especie de recurso de casación, pero referido únicamente al concepto de «cuestiones federales»), que es la vía por la cual, en la mayoría de los casos, el expediente llega al Tribunal, a fin de que establezca doctrina constitucional.
El 11 de octubre de 1863 se instaló finalmente la Corte Suprema, diez años después de sancionada la Constitución. Ese día dictó el primer reglamento interno y cuatro días después dictó su primera sentencia en el caso "Otero", en la que se limitó a rechazar un recurso por defectos de forma. Finalmente, el quinto miembro fue José Benjamín Gorostiaga, designado el 10 de junio de 1865 para ocupar la vacante dejada por la negativa de Alsina a aceptar el cargo.
El presidente de la Nación se atribuyó la facultad de designar al presidente de la Corte, facultad que fue ejercida hasta 1930 cuando el dictador José Félix Uriburu estableció que esa facultad sería en adelante ejercida por los miembros del tribunal. Se dispuso también que la presidencia fuera vitalicia, hasta la muerte o cese del presidente, práctica que se mantuvo hasta 1976, cuando la dictadura autodenominada Proceso de Reorganización Nacional dispuso que el cargo de presidente del máximo tribunal tendría una duración de tres años, con reelección ilimitada.
Francisco de las Carreras fue su primer presidente, hasta su muerte en 1870, cuando fue reemplazado en ese cargo por el unitario urquizista Salvador María del Carril, exvicepresidente de la Nación, exgobernador de San Juan y propietario de una estancia de 130.000 hectáreas, quien protagonizó un escándalo cuando el diario La Nación de Bartolomé Mitre, publicó las cartas que revelaban que fue uno de los instigadores del magnicidio del gobernador de Buenos Aires Manuel Dorrego.

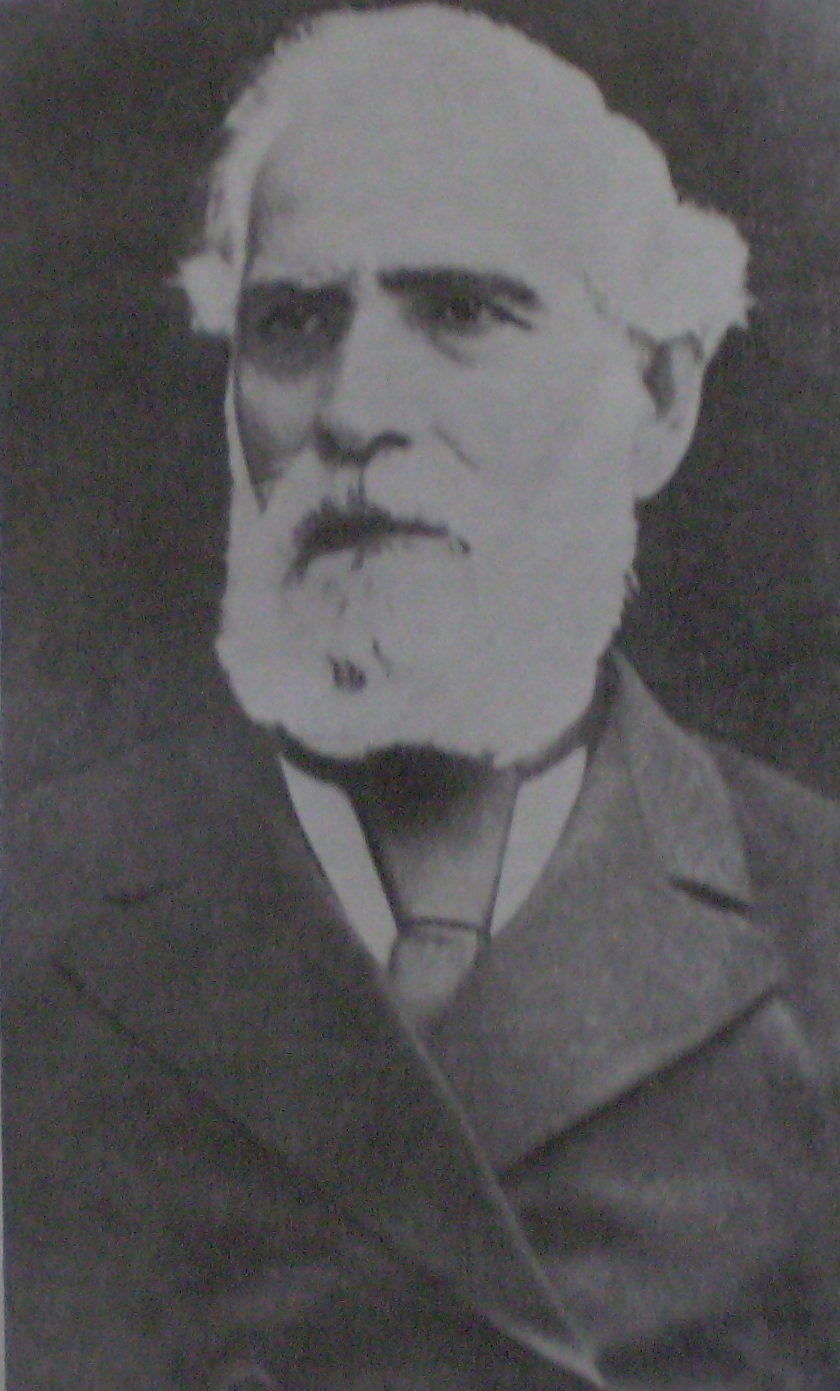
José Benjamín Gorostiaga, considerado "el verdadero padre de la Constitución", fue la figura descollante de las tres primeras décadas de la Corte Suprema, enfrentando al roquismo antes de ser obligado a renunciar.

En las primeras décadas de funcionamiento de la Corte, se destacó por sobre todo la influencia del juez José Benjamín Gorostiaga, considerado por historiadores y juristas de distintas tendencias como el verdadero padre de la Constitución Nacional. La República Argentina por entonces se había organizado como un régimen político elitista, definido por algunos historiadores como "república oligárquica", sin elecciones libres debido al fraude electoral que permitía el voto cantado. En 1877 Gorostiaga fue nombrado presidente de la Corte por el presidente Nicolás Avellaneda, quien tres años antes había sido elegido presidente de la Nación por el Partido Autonomista Nacional (PAN), que desde entonces sería la fuerza política hegemónica, manteniéndose en el poder sin ninguna alternancia hasta 1916, cuando se realizaron por primera vez elecciones presidenciales mediante voto secreto. 
En 1885 Gorostiaga se presentó como candidato a presidente de la Nación por la Unión Católica y apoyo de Mitre, en las elecciones de 1886, enfrentando al roquismo que había controlado el PAN, desde que el general Julio Argentino Roca conquistara la Patagonia mediante la llamada Conquista del Desierto. Aun cuando se le asignaban grandes posibilidades de triunfar, debió retirar su candidatura poco antes del cierre de la campaña, cuando la mayoría de los gobernadores habían expresado su apoyo al candidato oficial y el hostigamiento violento del roquismo contra la oposición se hizo irresistible. En 1887 Miguel Juárez Celman, ya elegido presidente, presionó hasta obtener la renuncia de Gorostiaga a la Corte Suprema.
Tres años después Gorostiaga sería uno de los fundadores de una amplia coalición opositora llamada Unión Cívica, junto a Mitre, Leandro Alem y los líderes católicos José Manuel Estrada y Pedro Goyena, que organizó la sangrienta insurrección popular armada conocida como Revolución del 90, que aunque derrotada militarmente causó la caída del presidente. Pocos meses antes de morir Gorostiaga, la Unión Cívica se dividió en dos partidos, la Unión Cívica Nacional liderada por Mitre y la Unión Cívica Radical liderada por Alem e Hipólito Yrigoyen. La UCR continuaría con las insurrecciones armadas y obtendría en 1912 del presidente Roque Sáenz Peña la ley de voto secreto y obligatorio para varones, que llevaría a su vez a que en 1916 Yrigoyen se transformara en el primer presidente democrático de Argentina.

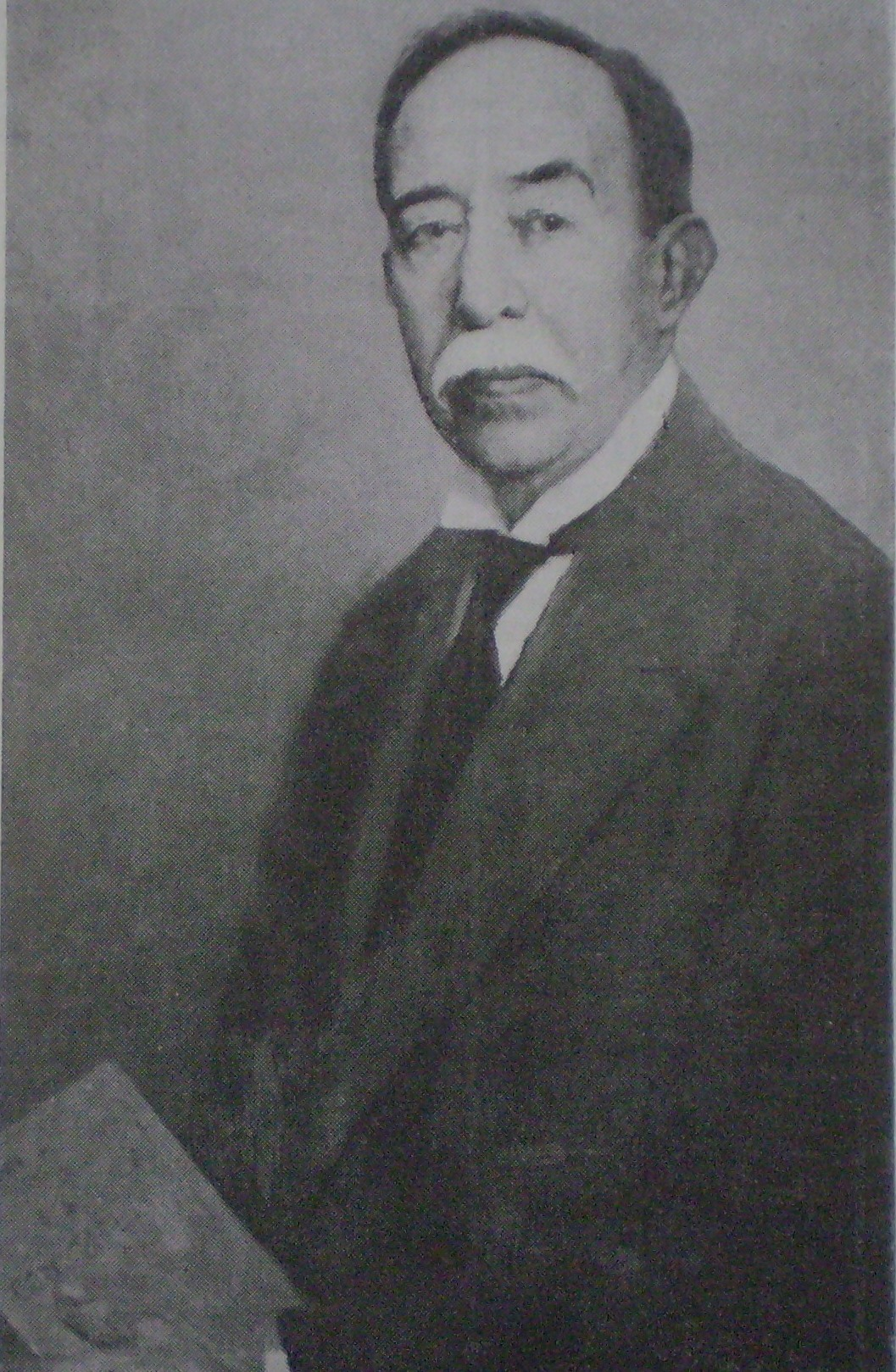
La Era Bermejo. El juez Antonio Bermejo, designado por Julio Argentino Roca, presidió la Corte Suprema durante 24 años, siendo el funcionario que más tiempo ocupó un cargo máximo en el Estado argentino.

Durante la segunda presidencia de Julio Argentino Roca (1898-1904), el líder del PAN designó como juez de la Corte con acuerdo del Senado a Antonio Bermejo y dos años después su sucesor Manuel Quintana lo nombró presidente. Bermejo se convertiría en el funcionario que más tiempo ocupó un cargo máximo en el Estado argentino, manteniéndose 29 años hasta su muerte en 1929. Su influencia en la Corte durante las tres primeras décadas del siglo XX será conocida como "la Era Bermejo", durante la cual casi no hubo votos en disidencia. Bermejo era un alto dirigente del Partido Autonomista Nacional, había sido senador, diputado y ministro de Justicia por esa fuerza política conservadora. Durante su gestión al frente de la Corte Suprema se produjeron importantes violaciones de derechos humanos en las acciones represivas del movimiento obrero y, en 1916, por primera vez asumió un gobierno democrático presidido por el radical Hipólito Yrigoyen, luego de 42 años de gobierno continuo del partido conservador al que pertenecía. Bermejo fallecería un año antes de que Yrigoyen fuera derrocado en 1930 por un golpe cívico-militar que instaló la primera de seis dictaduras que tomarían el poder durante el resto del siglo, pero la Corte Suprema que él había presidido y formado, legitimaría la dictadura creando una doctrina que alentaría la violación del orden constitucional reiteradamente, hasta pocos años antes de finalizar el siglo XX.

### Entre 1930 y 1946: Primera dictadura y década infame
El 6 de septiembre de 1930 se produjo un golpe de Estado cívico-militar que derrocó al Congreso Nacional y al presidente constitucional Hipólito Yrigoyen, que en 1916 había sido el primer presidente argentino en ser elegido por voto secreto. Los miembros de la Corte Suprema, ninguno de los cuales fue removido por el dictador José Félix Uriburu, el 10 de septiembre dictó una famosa acordada convalidando el derrocamiento de las autoridades constitucionales y dando origen a la Doctrina de los gobiernos de facto, que en adelante se utilizaría para legitimar los gobiernos instalados por la fuerza. 
Los miembros de la Corte Suprema que emitieron la Acordada del 10 de septiembre de 1930 fueron José Figueroa Alcorta, Roberto Repetto, Ricardo Guido Lavalle y Antonio Sagarna, en tanto que el procurador general fue Horacio Rodríguez Larreta.
La Reforma de 1994 incluyó en la Constitución un artículo, el número 36, con el fin de evitar que la misma pudiera volver a invocarse en un eventual golpe de Estado futuro, estableciendo que "la Constitución mantendrá su imperio aun cuando se interrumpiere su observancia por actos de fuerza contra el orden institucional y el sistema democrático. Estos actos serán insanablemente nulos".
Pocos días después de la acordada que legitimó la dictadura de Uriburu, el propio dictador autorizó a los miembros de la Corte para elegir entre ellos al presidente del cuerpo, facultad que desde la presidencia de Bartolomé Mitre (1862-1868) se había atribuido el presidente de la Nación.

### Entre 1946 y 1955: primer gobierno peronista

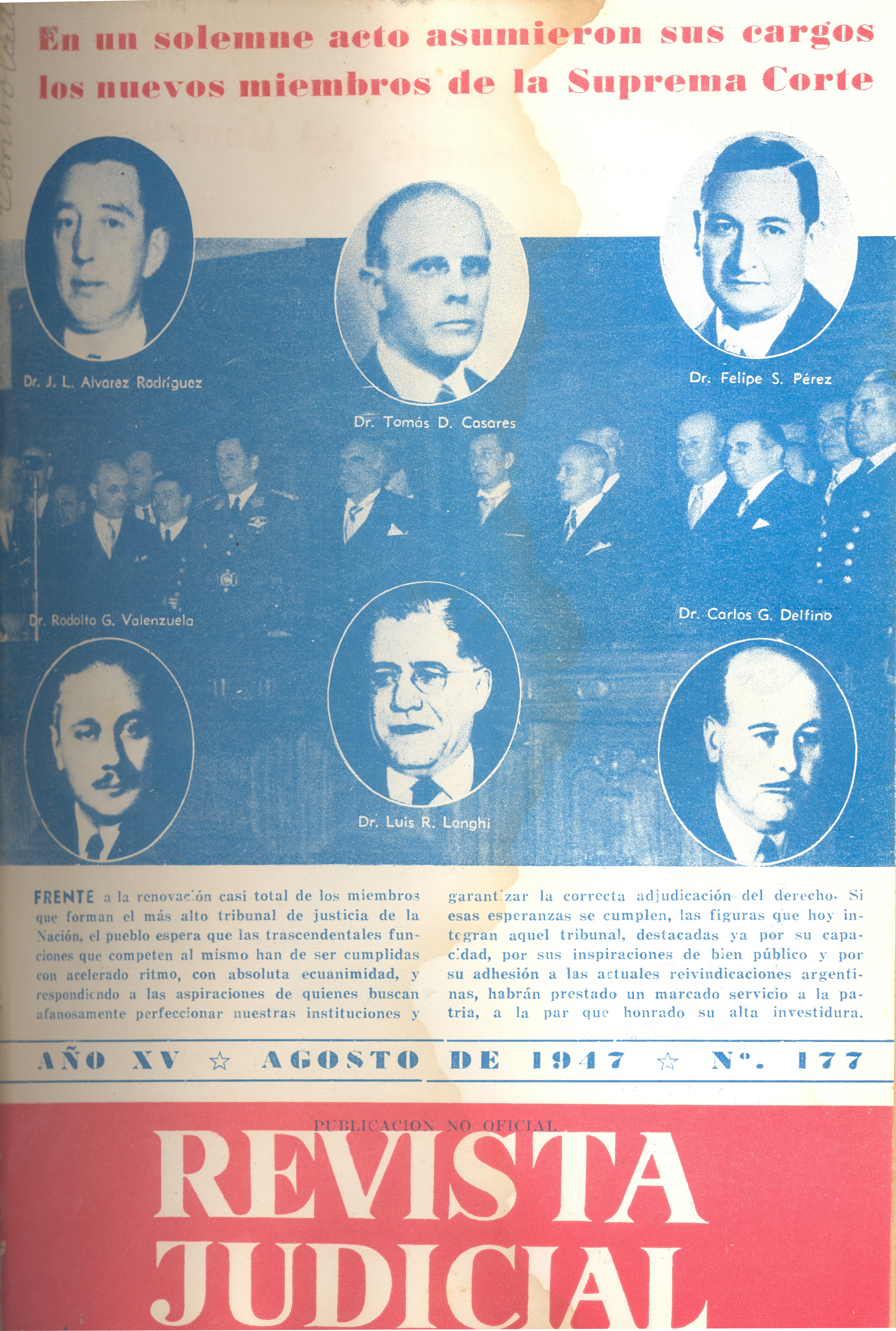
Asunción de los nuevos miembros de la Suprema Corte en 1947, durante el primer gobierno de Perón.

En 1946 fue elegido un nuevo gobierno constitucional, luego de las dictaduras instaladas en 1930/1932 y 1943/1946 y los gobiernos fraudulentos que gobernaron entre 1932 y 1943. Un mes después de asumido, la bancada peronista en la Cámara de Diputados presentó un pedido de juicio político contra los jueces Antonio Sagarna, Benito Nazar Anchorena, Francisco Ramos Mejía y Roberto Repetto y el procurador Juan Álvarez, por defender la Doctrina de los gobiernos de facto, entre otras imputaciones. Sagarna y Repetto habían sido designados por el gobierno constitucional derrocado en 1930 pero firmaron la acordada que legitimó el golpe de Estado, mientras que Anchorena y Ramos Mejía habían sido designados por los gobiernos fraudulentos de la llamada Década infame. No se inició juicio político contra Tomás D. Casares, que había sido designado en 1944 por la dictadura de la cual Perón formó parte. La Cámara de Diputados aprobó el juicio político, con oposición de la bancada de la Unión Cívica Radical y el mismo se inició en octubre de ese año ante la Cámara de Senadores. El juez Repetto renunció durante el juicio y los demás fueron encontrados culpables de varios de los cargos formulados y removidos por el Senado el 30 de abril de 1947.
El presidente Perón y el Senado nacional, nombraron en 1947 a cuatro jueces para integrar el máximo tribunal, junto a Casares: Felipe Santiago Pérez, Justo Lucas Álvarez Rodríguez, Luis Ricardo Longhi y Rodolfo Guillermo Valenzuela. Como procurador General fue nombrado Carlos G. Delfino. En 1949 Álvarez Rodríguez falleció y fue reemplazado por Atilio Pessagno.

### De 1955 a 1958: Dictadura del '55
En 1955 un nuevo golpe de Estado derrocó a los tres poderes del Estado nacional y de todas las provincias. Por primera vez en la historia argentina fueron removidos los miembros de una Corte Suprema por un golpe de Estado. El dictador Eduardo Lonardi nombró por decreto a todos los jueces: Alfredo Orgaz, Enrique Valentín Galli, Carlos Herrera, Jorge Vera Vallejo y Manuel José Argañarás y como procurador general nombró a Sebastián Soler; todos ellos antiperonistas. Una de las principales decisiones de la Corte fue restablecer la Doctrina de los gobiernos de facto.
En 1956 el dictador Pedro Eugenio Aramburu dispuso abolir mediante una proclama la Constitución vigente e imponer el texto aprobado en 1853, con las reformas de 1860, 1866 y 1898. El acto causó la renuncia del juez Jorge Vera Vallejo quien, como los demás jueces, había jurado defender la Constitución abolida y consideró que era una falta de ética admitir la medida. Vera Vallejo fue reemplazado por Benjamín Villegas Basavilbaso. Al año siguiente Aramburu convocó a una convención elegida con restricciones, para realizar una reforma constitucional. El acto causó la renuncia del procurador Sebastián Soler, quien no admitía que un gobernante de facto tuviera facultades para ello.

### De 1958 a 1966: Frondizi a Illia
Luego de la elección en 1958, del presidente Arturo Frondizi de la Unión Cívica Radical Intransigente, renunciaron los cinco jueces supremos designados por la dictadura, pero dos de ellos,  Alfredo Orgaz y Benjamín Villegas Basavilbaso, volvieron a ser designados por las autoridades constitucionales, permaneciendo en sus cargos. Las autoridades constitucionales (el presidente y el Senado) pudieron designar a tres nuevos jueces en reemplazo de los renunciantes: Aristóbulo Aráoz de Lamadrid, Luis María Boffi Boggero y Julio César Oyhanarte.
A propuesta del presidente Frondizi, en 1960 el Congreso sancionó la Ley N.º 15.271, ampliando a siete el número de integrantes de la Corte. Ello permitió que Frondizi y el Senado designaran dos nuevos jueces, que resultaron ser Ricardo Colombres y Pedro Aberastury.
En 1962 la Corte Suprema jugó un papel político decisivo durante el golpe de Estado que derrocó al presidente Frondizi, frustrándolo parcialmente. En esa ocasión la Corte, motorizada por el juez Oyhanarte, de acuerdo con Frondizi, aprovechó la indecisión de los golpistas ante el obstáculo formal que significada la reiterada decisión de Frondizi de no renunciar, y mientras se desarrollaban las operaciones militares le tomó juramento como presidente a José María Guido, aplicando la ley de acefalía. La maniobra sorprendió a los militares subversivos, que no tenían poder suficiente para realizar un nuevo golpe de Estado que derrocara también a Guido, y debieron aceptar la presencia en la Presidencia de un miembro del radicalismo intransigente, aunque subordinado al poder militar. Finalmente Guido cerró el Congreso Nacional y estableció una dictadura, pero la maniobra de la Corte dificultó la acción de los grupos golpistas.

### De 1966 a 1973: Dictadura del '66
El 28 de junio de 1966 un nuevo golpe de Estado (el quinto desde 1930), derrocó los tres poderes del gobierno constitucional presidido por el radical Arturo Illia. Por segunda vez en una década los golpistas destituyeron a todos los miembros de la Corte Suprema, que en esta oportunidad eran siete. El dictador Juan Carlos Onganía a su vez redujo los miembros nuevamente a cinco y designó una nueva Corte integrada por Eduardo A. Ortiz Basualdo como presidente, Guillermo Borda, Roberto E. Chute, Luis Carlos Cabral y Marco Aurelio Risolía. Como procurador general asumió Eduardo Marquardt.
La Corte de la dictadura autodenominada Revolución Argentina, volvió a legalizar el derrocamiento del gobierno constitucional recurriendo a la Doctrina de los gobiernos de facto formulada en 1930. La Corte también aceptó la legalidad de que se instalara una dictadura que a diferencia de las anteriores no se definía como "provisoria" y de sanción de normas que tenían supremacía sobre la Constitución Nacional, como el Estatuto de la Revolución Argentina de 1966 y el Estatuto Fundamental de 1972.
Borda renunciaría, siendo reemplazado por José F. Bidau, quien ya había sido designado en comisión durante la dictadura de Guido, y debió cesar al no ser confirmado por el Senado una vez asumido el gobierno constitucional de Illia. Bidau falleció en 1970 y el dictador que se encontraba en ese momento en el poder, Roberto Marcelo Levingston, designó en su lugar a Margarita Argúas, la primera mujer argentina en ocupar un cargo en la Corte Suprema, quien renunció al asumir en 1973 el gobierno constitucional presidido por el peronista Héctor J. Cámpora. Algunas fuentes especializadas en Argentina informan que Argúas fue la primera mujer en integrar el máximo tribunal de justicia en el continente americano, pero el dato es incorrecto porque ese hecho le corresponde a la jurista mexicana María Cristina Salmorán de Tamayo.
Habría que esperar 30 años, para que otra mujer ocupara un lugar en la Corte Suprema, esta vez la primera en un gobierno constitucional, cuando en junio de 2004, el presidente Néstor Kirchner nombró con acuerdo del Senado a Elena Highton de Nolasco (Carmen María Argibay fue nominada unos meses antes que Elena Highton de Nolasco pero su pliego fue aprobado recién en julio de 2004.

### De 1973 a 1976: Tercer Peronismo
Al asumir el gobierno constitucional presidido por Héctor J. Cámpora, todos los miembros de la Corte suprema de la dictadura renunciaron, razón por la cual el presidente y el Senado designaron una nueva Corte Suprema, integrada por Ernesto Corvalán Nanclares, Manuel Arauz Castex, Héctor Masnatta, Agustín Díaz Bialet y Miguel Ángel Bercaitz. Los dos primeros renunciaron en 1975, durante la presidencia de María Estela Martínez de Perón cuando el terrorismo de Estado se generalizó. Ambos fueron reemplazados por Ricardo Levene (hijo) y Pablo Antonio Ramella.

### De 1976 a 1983: Última dictadura
El 24 de marzo de 1976 un nuevo golpe de Estado (el sexto desde 1930), desplazó todos los poderes constitucionales, nacionales y provinciales, entre ellos a la presidenta peronista María Estela Martínez de Perón, para imponer una dictadura cívico-militar. Por tercera vez en dos décadas (1955, 1966 y 1976) un grupo cívico-militar destituyó por la fuerza a todos los miembros de la Corte Suprema. Todos los jueces del país fueron puestos en comisión y antes de finalizar al año, un tercio de los mismos habían sido cesanteados.
El dictador Jorge Rafael Videla designó una nueva Corte integrada por Abelardo Francisco Rossi, Federico Videla Escalada, Alejandro R. Caride, Adolfo R. Gabrielli y Horacio H. Heredia, quienes juraron "acatamiento a los objetivos básicos fijados por la Junta Militar, el Estatuto para el Proceso de Reorganización Nacional y la Constitución Nacional en tanto no se oponga a aquella" (artículo 5 de la Ley 21.258). En el curso de los siete años de dictadura se designarían otros siete jueces en reemplazo de los cinco iniciales, de los cuales solo Rossi continuó.
La Corte Suprema y los jueces de la dictadura autodenominada Proceso de Reorganización Nacional fueron parte de un Estado que aplicó sistemáticamente el terrorismo de Estado, instalando centros clandestinos de detención, para torturar y hacer desaparecer a miles de ciudadanos. En ese período se presentaron más de quince mil habeas corpus, de los cuales prácticamente en ninguno el Poder Judicial ordenó la libertad del afectado.
El fiscal Dante Vega ha señalado que "el terrorismo de Estado... no pudo ser posible sin la complicidad del Poder Judicial". La complicidad del Poder Judicial en los delitos de lesa humanidad pudo ser probada en el llamado "Juicio de los jueces", en el que cuatro jueces de Mendoza fueron condenados a cadena perpetua como partícipes primarios de secuestros, torturas y homicidios durante la dictadura militar.

### Entre 1983 y 1989: Restablecimiento de la república democrática
Al asumir el gobierno democrático elegido en 1983, los cinco miembros de la Corte Suprema de la dictadura también renunciaron. Ello le permitió al presidente radical Raúl Alfonsín, con acuerdo de un Senado mayoritariamente peronista, elegir a los cinco miembros de la Corte Suprema constitucional, algo que en la historia argentina solo habían realizado otros dos presidentes constitucionales, Arturo Frondizi en 1958 y Héctor J. Cámpora en 1973. La designación recayó en Enrique Petracchi, Carlos S. Fayt, Augusto César Belluscio, José Severo Caballero y Genaro Carrió. Este último, designado presidente del tribunal, renunció en 1985 y fue reemplazado por Jorge Antonio Bacqué.

### Entre 1989 y 2002: Ampliación a nueve miembros
En las elecciones presidenciales de 1989 le otorgaron la victoria al Partido Justicialista. Hasta ese momento la historia argentina casi no registraba casos de alternancia constitucional de diferentes partidos políticos, y en el único caso que lo hubo luego de 1880 (las elecciones de 1916), la experiencia finalizó con el golpe militar que inició la serie de dictaduras que derrocaron a todos los gobiernos constitucionales hasta 1983.
En esas condiciones el gobierno peronista de Carlos Menem cuestionó la composición de la Corte Suprema como "alfonsinista" y dos meses después de asumir presentó un proyecto de ley aumentando el número de miembros de la Corte de cinco a nueve. El proyecto de ley llevó a una seria confrontación del Poder Judicial contra el Poder Ejecutivo, que se expresó en la Acordada N.º 44 del 22 de septiembre de 1989, en la que la Corte se opuso al proyecto del peronismo. La Acordada produjo también un fuerte conflicto interno dentro de la Corte, que llevó a la renuncia del juez José Severo Caballero. Pese a ello, el 5 de abril de 1990 el proyecto fue aprobado sancionándose la Ley N.º 23 774, que elevó el número de miembros de la Corte a nueve. La sanción produjo la renuncia de un segundo miembro de la Corte designada durante la presidencia de Alfonsín: Jorge Antonio Bacqué. Entre 1990 y 1994 Menem y el Senado nombraron a diez jueces de la Corte, la mayor cantidad realizada durante un gobernante en la historia argentina: Eduardo Moliné O'Connor, Julio Nazareno, Rodolfo Barra (renunció en 1993), Mariano Augusto Cavagna Martínez (renunció en 1993), Ricardo Levene (hijo) (renunció en 1995), Julio Oyhanarte (renunció en 1991), Antonio Boggiano, Guillermo Alberto Fernando López, Gustavo Alberto Bossert (renunció en 2002) y Adolfo Vázquez. Varios de estos jueces, conocidos como "la mayoría automática", cesarían a causa del juicio político que se les inició en 2004.
En uno de sus primeros fallos, la nueva composición de la Corte Suprema, en el caso "Godoy" (JA, II, 1991, p. 454), volvió a adherir a la Doctrina de los gobiernos de facto, además de convalidar las leyes de impunidad en crímenes de lesa humanidad dictadas durante el gobierno de Alfonsín (Ley de Punto Final y Ley de Obediencia Debida, y los indultos dictados por el presidente Menem).
En 1994 se realizó una reforma constitucional de 1994 (art. 99, inc. 4), que estableció que el acuerdo del Senado para la designación de los jueces de la Corte debía realizarse en “sesión pública”, debido a que antes se realizaba en sesión “secreta”, sin posibilidad de escrutinio público. Se incluyó además una cláusula estableciendo como límite de edad para los jueces los 75 años, luego de lo cual necesitan ser nombrados nuevamente por plazos de cinco años.
La Corte Suprema fue duramente criticada por carecer de la suficiente independencia del Poder Ejecutivo. Cinco de sus miembros (Julio Nazareno, Adolfo Vásquez, Guillermo López, Eduardo Moliné O'Connor y Antonio Boggiano) fueron acusados de conformar una «mayoría automática» que siempre fallaba a favor de los intereses del gobierno.

### Los juicios políticos de 2002 y 2003
En febrero de 2002, luego de la Crisis de legitimidad política de 2001, impulsada por la consigna "Que se vayan todos", la Comisión de Juicio Político de la Cámara de Diputados aprobó por unanimidad la apertura del procedimiento de juicio político contra todos los miembros de la Corte. La Constitución (art. 53) establece que para que la acusación proceda, debe aprobarse por las dos terceras partes de los diputados. El 11 de octubre de 2002, la Cámara votó la acusación de cada miembro de la Corte, no alcanzando en ningún caso las dos terceras partes de los votos, seis de los nueve miembros obtuvieron mayor cantidad de votos a favor del juicio político:
- Julio Nazareno (143 votos a favor del juicio político; 89 en contra; dos abstenciones);
- Adolfo Vázquez (140 votos a favor del juicio político; 93 en contra; 3 abstenciones);
- Eduardo Moliné O'Connor (139 votos a favor del juicio político; 95 en contra; 2 abstenciones);
- Guillermo López (132 votos a favor del juicio político; 97 en contra; 7 abstenciones);
- Antonio Boggiano (131 votos a favor del juicio político; 97 en contra; 8 abstenciones);
- Augusto Belluscio (122 votos a favor del juicio político; 109 en contra; 5 abstenciones);
- Carlos Fayt (85 votos a favor del juicio político; 135 en contra);
- Julio César Petracchi (72 votos a favor del juicio político; 158 en contra);
- Gustavo Bossert (63 votos a favor del juicio político; 168 en contra).[48]

Los miembros de la Corte no pudieron ser removidos pero el escándalo de las acusaciones contra sus miembros y la gran mayoría partidaria de remover a seis de ellos, causó un fuerte desprestigio de la institución. Debido a ello, pocos días después renunció por "hartazgo espiritual" el ministro Bossert, quien había obtenido la mayor cantidad de apoyos en Diputados.
En 2003, año en que asume la presidencia Néstor Kirchner, la Cámara de Diputados decidió acusar a los magistrados Nazareno, Vásquez, López y Moliné O'Connor, iniciando así la tramitación del juicio político contra los mismos. Los tres primeros renunciaron antes de que se iniciara el juicio ante el Senado, mientras que Moliné O'Connor fue destituido por la Cámara de Senadores a fines de ese año. En 2005 el Senado destituyó por mal desempeño de su cargo a Antonio Boggiano.

### Entre 2003 y 2015
Menos de un mes después de haber asumido el Poder Ejecutivo, el presidente Néstor Kirchner sancionó el Decreto N.º 222/03, estableciendo un procedimiento público y con participación ciudadana, para designar a los miembros de la Corte Suprema, previo a la designación presidencial y al acuerdo del Senado en audiencia pública.
La renovación de la Corte Suprema de Justicia durante los primeros años del gobierno de Kirchner, con la designación del Dr. Eugenio Raúl Zaffaroni en 2003, y de las Dras. Elena Highton de Nolasco y Carmen María Argibay en 2004, fue vista y es usualmente reconocida por la oposición como un paso positivo, que brindó más independencia al Poder Judicial y equilibró la Corte, tanto ideológicamente como por género.
Luego de la destitución de Antonio Boggiano, en septiembre de 2005, y a raíz de la coetánea renuncia del juez Augusto Belluscio —uno de los tres, junto con Carlos Fayt y Enrique Petracchi, que conformaban el tribunal desde la restauración democrática de 1983— la Corte Suprema mantuvo desde octubre de 2005 dos vacantes en su integración, lo que le impidió formar mayoría para resolver muchos casos de importancia donde había opiniones encontradas entre los magistrados.
Durante ese período la oposición política y muchas ONG instaron reiteradamente al gobierno de Néstor Kirchner a que nominase a jueces para completar la integración del Tribunal, al tiempo que otros sugerían que se debía aprovechar la oportunidad para volver a cambiar el número de jueces y dejarlo en siete.
Finalmente, el gobierno impulsó una ley que volvió a dejar el número de jueces de la Corte en los históricos cinco miembros, sin alterar su composición, por lo que su número se fue reduciendo en la medida en que se produjeron las vacantes. Fue aprobada por el Congreso y promulgada el 18 de diciembre de 2006, como ley 26.183.
A mediados de 2007 la Corte (caso Mazzeo) declaró inconstitucional el indulto del expresidente Carlos Menem al general Santiago Omar Riveros, acusado de haber cometido delitos de lesa humanidad durante la última dictadura en Argentina. De esta manera se abre la posibilidad de anular los indultos a los represores que aún se mantengan con vida. Esta sentencia sigue la línea del caso Simón, que había declarado la invalidez constitucional de las leyes de Punto Final y Obediencia Debida, considerando a los crímenes cometidos por el terrorismo de Estado como imprescriptibles, argumento ya esbozado en «Arancibia Clavel», y sustentado en la Convención sobre la Imprescriptibilidad de los Crímenes de Guerra y de Lesa Humanidad, con jerarquía constitucional desde el año 2003.
La misma composición de la Corte declaró, en «Láriz Iriondo», que los crímenes cometidos por agencias terroristas que no gozaban del control del Estado (en el caso, la ETA) eran prescriptibles, y que -por tanto- se hallaba extinguida la acción penal a su respecto.
La presidenta Cristina Fernández de Kirchner (2007-2015) no designó jueces en la Corte Suprema. En la historia argentina, además de ella, Luis Sáenz Peña (1892-1895) y Fernando de la Rúa (1999-2001) fueron los únicos presidentes electos que no designaron jueces en el máximo tribunal, pero en estos casos ninguno de los dos llegó a cumplir un mandato.

### Luego de 2015
Cinco días después de asumir el Poder Ejecutivo, el presidente Mauricio Macri designó por decreto en comisión a dos nuevos miembros de la Corte: Carlos Rosenkrantz y Horacio Rosatti. La designación fue cuestionada por inconstitucional al designar a los ministros de la Corte Suprema sin acuerdo del Senado de la Nación expresado en "sesión pública", como ordena la Constitución, y sin respetar el procedimiento público con control ciudadano establecido por el Decreto N.º 222/03. Inicialmente el presidente defendió la designación por decreto de los jueces, pero debido a las quejas generalizadas y al hecho de que la Corte postergó el juramento y se mostró reacia a hacerlo sin el acuerdo del Senado, el presidente Macri envió en febrero los expedientes de ambos jueces a la cámara alta, donde se realizaron los pasos legales que faltaban (observaciones e impugnaciones de la ciudadanía, análisis en comisión y aprobación del plenario). Las designaciones también fueron criticadas por reducir a la mitad la presencia de mujeres en el máximo tribunal, sin respetar la equivalencia de género y no nombrar al menos una jueza en lugar de la fallecida Carmen Argibay.
Uno de los primeros fallos significativos de la nueva composición de la Corte se produjo en el caso “Fontevecchia”, donde rechazó la aplicación de una sentencia de la Corte Interamericana de Derechos Humanos, sosteniendo que las decisiones del tribunal internacional no pueden revocar las sentencias de la Corte Suprema de Argentina. El fallo fue criticado por el secretario general de la Comisión Interamericana de Derechos Humanos debido al retroceso que el mismo podía significar para los estándares internacionales en materia de crímenes de lesa humanidad, en los que Argentina había sido un ejemplo inspirador para toda la humanidad.
El 3 de mayo de 2017 la Corte Suprema dictó un nuevo fallo relacionado con los derechos humanos, admitiendo que los criminales condenados por delitos de lesa humanidad puedan computar doble el tiempo que estuvieron detenidos antes de ser condenados, a partir de los dos años de prisión preventiva. La sentencia se dictó en la causa "Bignone, Reynaldo Benito Antonio y otro s/ recurso extraordinario" (CSJ 1574/2014/RH1) y benefició a Luis Muiña, culpable de cinco delitos de lesa humanidad y condenado en 2011 a trece años de prisión, luego de haber estado detenido preventivamente desde 2007. La Corte consideró aplicable al caso el artículo 7 de la Ley N.º 24.390, conocida como Ley del Dos por Uno, que estuvo vigente entre 1994 y 2001. El fallo fue dictado por tres votos a favor (Elena Highton de Nolasco, Carlos Rosenkrantz y Horacio Rosatti) y dos votos en contra (Ricardo Lorenzetti y Juan Carlos Maqueda). La sentencia fue cuestionada por las organizaciones de derechos humanos y un amplio espectro de organizaciones y personalidades nacionales e internacionales, que la consideraron un acto de impunidad, asociándola con las llamadas leyes de impunidad, sancionadas durante los gobiernos de Raúl Alfonsín y Carlos Menem, desencadenando una multitudinar movilización popular de repudio, varias denuncias penales contra sus autores, pedidos de juicio político. Entre las críticas recibidas se encuentra la que le realizara el exministro de la Corte Eugenio Raúl Zaffaroni, que calificó la decisión de "insólita", al igual que sus derivaciones. Zaffaroni discrepó sobre el criterio del voto mayoritario de la Corte y afirmó que en caso de delitos continuados, como la desaparición forzada de personas en el cual el delito se sigue cometiendo mientras permanece la privación de libertad, se debía aplicar la ley vigente al momento de inicio de la comisión del delito.

### Datos históricos
Desde un punto de vista estadístico, puede señalarse que un 60% de los magistrados de la Corte Suprema de Justicia de la Nación se graduaron en la Universidad de Buenos Aires, un 22% en la Universidad de Córdoba, un 10% en la Universidad Nacional de La Plata, un 2% en la Universidad Católica Argentina, un 2% en la Universidad Nacional del Litoral, un 2% en la Universidad de la República, un 1% en la Universidad Católica de Córdoba y un 1% en la Universidad de Chuquisaca (Félix Ignacio Frías).
En cuanto a los antecedentes previos a asumir el cargo, se observa que un 38% de los magistrados tenía antecedentes judiciales y políticos, un 32% tenía antecedentes exclusivamente judiciales, un 21% tenía antecedentes exclusivamente políticos y un 9% tenía antecedentes en el ejercicio de la profesión de abogado exclusivamente.
Respecto del motivo de cese, un 54% de los magistrados cesó por renuncia, un 24% por fallecimiento, un 17% por remoción ordenada por un Gobierno de facto y un 5% cesó por destitución por juicio político.
A lo largo de la historia de la Corte Suprema de Justicia de la Nación, la mayoría de sus integrantes fueron hombres, casi todos eran católicos y, salvo excepciones, políticamente conservadores o liberales. Alguno de ellos, como Alejandro R. Caride (1976-1977) era miembro del Opus Dei. El 7 de octubre de 1970, el dictador Roberto Marcelo Levingston designó a Margarita Argúas, quien fue la primera mujer en llegar al máximo tribunal precediendo en más de diez años al nombramiento de Sandra Day O'Connor en 1981 como la primera mujer nombrada en la Suprema Corte de los Estados Unidos. Como comparación con el resto del continente americano, María Cristina Salmorán de Tamayo (1918-1993), fue designada nueve años antes de Argúas, en México, en el año 1961. Asimismo, dos de las más recientes elecciones del Senado para integrar la CSJN son mujeres. Una de ellas, Carmen Argibay, era feminista, atea, militante y apoyaba la despenalización del aborto. Por su parte, Eugenio Raúl Zaffaroni fue el primero en ser designado a través del método público de nominación.

## Magistrados actuales de la Corte Suprema de Justicia de la Nación

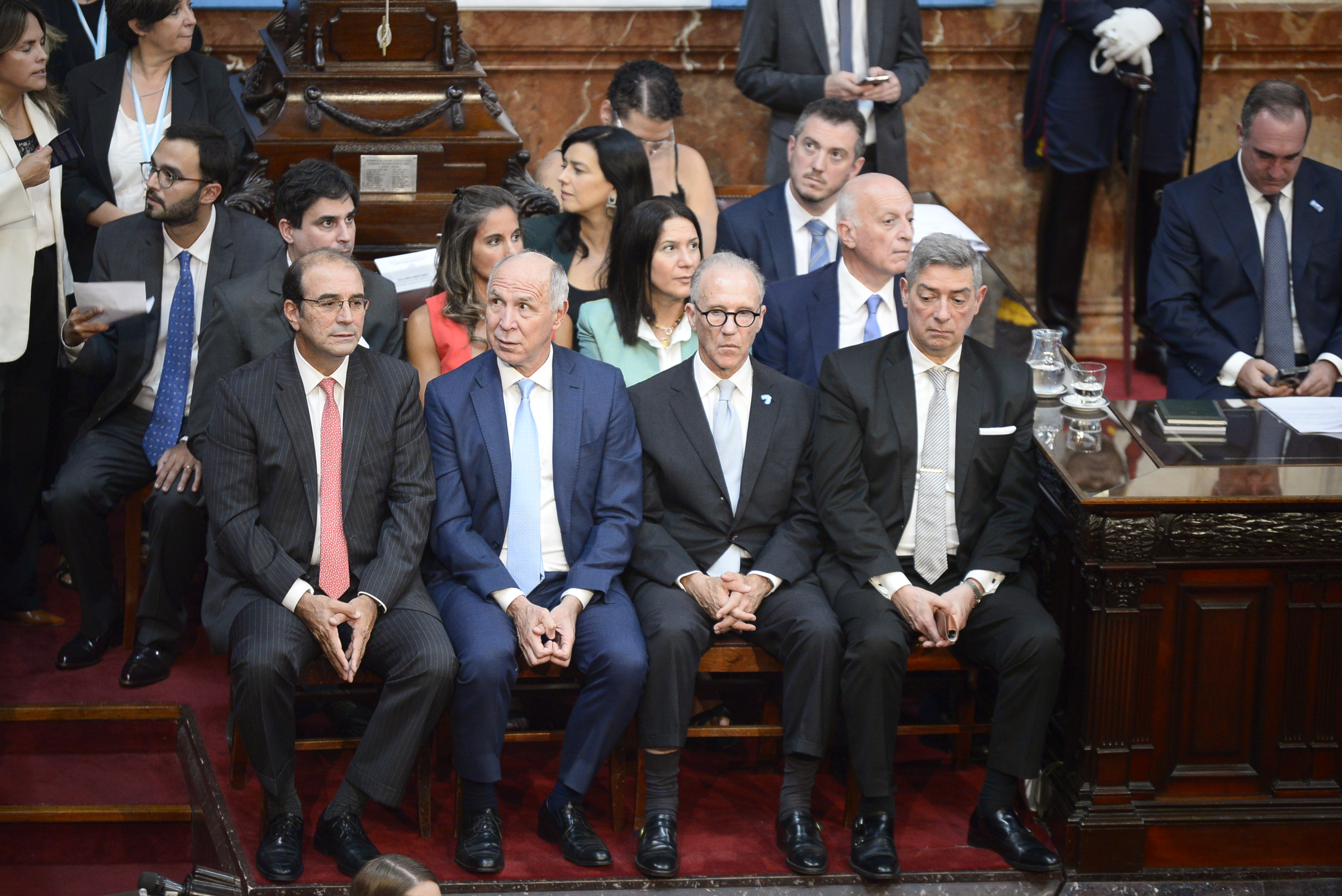
Los jueces de la Corte Suprema, durante la inauguración del 143° Período de Sesiones Ordinarias ante la Asamblea Legislativa: de izquierda a derecha, Manuel García-Mansilla, Ricardo Lorenzetti, Carlos Rosenkrantz y Horacio Rosatti.

Lista de los jueces que actualmente conforman la Corte Suprema, el listado de todos los integrantes del tribunal desde sus inicios se encuentra los el anexo.
El caso de García-Mansilla es extraordinario, ya que el 25 de febrero de 2025, el presidente Milei lo designó en comisión mediante decreto, para que luego tomase juramento dos días después. Sin embargo el 3 de abril de 2025 el Senado de la Nación no prestó el acuerdo constitucional requerido para designar a García-Mansilla. Finalmente el ministro renunciaria a su banca el 7 de abril de ese mismo año.
| Orden          | Foto    | Juez               | Edad    | Propuesto por   | Ingreso                 | Jubilación               | Estudios de grado                | Lugar de Nacimiento             |
| -------------- | ------- | ------------------ | ------- | --------------- | ----------------------- | ------------------------ | -------------------------------- | ------------------------------- |
| Presidente     |         | Horacio Rosatti    | 69 años | Mauricio Macri  | 29 de junio de 2016     | 11 de agosto de 2031     | Universidad Nacional del Litoral | Santa Fe, Santa Fe              |
| Vicepresidente |         | Carlos Rosenkrantz | 66 años | Mauricio Macri  | 22 de agosto de 2016    | 28 de octubre de 2033    | Universidad de Buenos Aires      | Ciudad Autónoma de Buenos Aires |
| Ministro       |         | Ricardo Lorenzetti | 69 años | Néstor Kirchner | 12 de diciembre de 2004 | 19 de septiembre de 2030 | Universidad Nacional del Litoral | Rafaela, Santa Fe               |
| Ministro       | Vacante | Vacante            | Vacante | Vacante         | Vacante                 | Vacante                  | Vacante                          | Vacante                         |
| Ministro       | Vacante | Vacante            | Vacante | Vacante         | Vacante                 | Vacante                  | Vacante                          | Vacante                         |